# Đắc Pring
Đắc Pring là một xã thuộc thành phố Đà Nẵng, Việt Nam.
Xã Đắc Pring có diện tích 312,82 km², dân số năm 2019 là 1.167 người, mật độ dân số đạt 4 người/km².